# Cyphia glabra
Cyphia glabra är en klockväxtart som beskrevs av Franz Elfried Wimmer. Cyphia glabra ingår i släktet Cyphia, och familjen klockväxter. Inga underarter finns listade i Catalogue of Life.